# Evil Dead II
Evil Dead II (bra: Uma Noite Alucinante II, ou Uma Noite Alucinante 2; prt: A Morte Chega de Madrugada), também referido como Evil Dead 2: Dead by Dawn, é um filme estadunidense de 1987, do gênero comédia de terror, realizado por Sam Raimi.
Trata-se de uma paródia e sequela ao filme de terror de 1981, The Evil Dead. Foi escrito por Raimi e Scott Spiegel, produzido por Robert Tapert e no elenco tem Bruce Campbell como Ash Williams. Em Evil Dead II Ash e a sua namorada Linda (Denise Bixler) viajam para uma cabana na floresta para passar um fim de semana. Ao longo do filme Ash tem de derrotar as forcas malignas que continuam a crescer ao seu redor.
As filmagens tiveram lugar no Michigan e na Carolina do Norte em 1986 e foi lancado a 13 de Marco de 1987 nos Estados Unidos. Teve um desempenho comercial pequeno, conseguindo pouco menos que $6 milhões. No entanto recebeu boas criticas com as analises a focarem o trabalho de Raimi e o desempenho de Campbell.

## Elenco
- Bruce Campbell... Ash
- Sarah Berry... Annie
- Danny Hicks... Jake
- Kassie DePaiva... Bobby Jo
- Lou Hancock... Henrietta
- Denise Bixler... Linda
- Richard Domeier... Ed
- John Peaks... Professor Knowby

## Sinopse
O filme começa com a reencenação de vários eventos vistos na produção anterior. Ash Williams e sua namorada Linda vão a uma cabana abandonada na floresta para passarem alguns dias de romance. Na cabana, Ash ouve a fita de gravador deixada por um professor de arqueologia (que fora o antigo ocupante da cabana), recitando passagens do Necronomicon Ex-Mortis (ou "livro dos mortos"), descoberto durante escavações recentes. A fala libera uma força demoníaca que possui Linda. Ash é forçado a matar a moça e a enterrá-la. Mas algo permanece e continua a aterrorizar o rapaz.
Nesse ponto, começa a nova história de fato. O espírito invisível ataca e possui Ash, que consegue voltar a si com a luz da manhã. Ash tenta fugir dali mas descobre que a única ponte de madeira sobre o precipício fora destruída (pela força maligna). Quando a escuridão retorna, Ash sente a aproximação do demônio novamente e volta para a cabana, conseguindo impedir que o ser volte a dominá-lo por completo. Enquanto isso a filha do arqueólogo, junto de seu amigo e de um casal de locais que lhes guiam por um novo caminho, chegam à cabana. Ash não percebe os visitantes e pensa que o demônio vai invadir. Ele atira com um rifle por detrás da porta, ferindo a moça local. Os homens o tomam por um psicopata e o prendem no porão, onde se encontra o corpo da esposa do arqueólogo, Henrietta, que agora está possuída pelo mesmo demônio que dominou Linda.

## Produção

### Desenvolvimento
O conceito de uma sequência de The Evil Dead foi discutido durante as filmagens no local do primeiro filme; Irvin Shapiro , publicitário do filme, levou o escritor/diretor Sam Raimi a conceber uma premissa para esse filme. Trabalhando com o roteirista Sheldon Lettich , Raimi estabeleceu uma história em que Ash era sugado através de um portal do tempo para a Idade Média , onde encontraria mais mortos . Shapiro adorou o conceito e, em maio de 1984, publicou anúncios em revistas especializadas para promover o projeto, então intitulado Evil Dead II: Evil Dead e o Army of Darkness . Depois da Universal Pictures e a 20th Century Fox o transmitiu, a sequência foi arquivada em favor do próximo filme de Raimi, Crimewave (1985), um filme de comédia/crime co-escrito com Joel e Ethan Coen.
Depois que o Crimewave foi lançado para o interesse da crítica e do público, Raimi e seus parceiros da Renaissance Pictures , produtor Robert Tapert e o ator/co-produtor Bruce Campbell , aceitaram Shapiro em sua oferta de sequela, sabendo que outro fracasso atrasaria ainda mais suas carreiras já atrasadas.O desenvolvimento de Evil Dead II começou inicialmente em colaboração com a Embassy Home Entertainment , que havia co-financiado e distribuído Crimewave , mas os cineastas finalmente acharam que estavam sendo paralisados após cinco meses de trabalho de pré-produção e começaram a conduzir entrevistas com elenco e elenco em potencial. membros do grupo. Nessa época, o produtor Dino De Laurentiis , proprietário da empresa de produção e distribuição De Laurentiis Entertainment Group (DEG), perguntou a Raimi se ele estaria interessado em dirigir uma adaptação do romance de Stephen King , Thinner . Raimi recusou a oferta, mas De Laurentiis permaneceu em contato com o jovem cineasta.
A adaptação para Thinner fez parte de um acordo entre De Laurentiis e King para produzir várias adaptações dos romances de terror e contos bem-sucedidos de King. Na época, King estava dirigindo a primeira adaptação desse tipo, Maximum Overdrive (1986), com base em seu conto " Trucks ". Ele jantou com um membro da equipe que esteve entre os entrevistados por Raimi e seus colegas sobre o Evil Dead II , e disse a King que o filme estava tendo problemas para atrair recursos. Ao ouvir isso, King, que havia escrito uma resenha do primeiro filme que o ajudou a se tornar um favorito do público em Cannes, ligou para De Laurentiis e pediu para ele financiar o filme. Embora inicialmente cético, De Laurentiis se encontrou com a Renaissance, que destacou a receita extremamente alta do primeiro filme no mercado italiano. Em vinte minutos, De Laurentiis concordou em financiar o Evil Dead II por US $ 3,6 milhões. Raimi e Tapert haviam desejado US $ 4 milhões para a produção, mas De Laurentiis solicitou um filme semelhante ao seu antecessor, em vez de sua proposta original de tema medieval, que foi usada na segunda sequência, Army of Darkness (1992).

#### Roteiro
Embora eles tivessem recebido apenas recentemente o financiamento necessário para produzir o filme, o roteiro foi escrito por algum tempo, tendo sido composto em grande parte durante a produção de Crimewave. Raimi contatou seu velho amigo Scott Spiegel, que havia colaborado com Campbell e outros nos filmes caseiros que eles faziam na infância em Michigan. A maioria desses filmes era comédia, e Spiegel achava que Evil Dead II deve ser um horror menos direto que o primeiro. Inicialmente, a sequência de abertura incluiu todos os cinco personagens do filme original; no entanto, em um esforço para economizar tempo e dinheiro, todos, exceto Ash e Linda, foram excluídos da versão final. O filme passou por vários outros rascunhos, incluindo um grupo de condenados fugitivos que mantinham Ash em cativeiro na cabine enquanto procuravam tesouro enterrado.
Spiegel e Raimi escreveram a maior parte do filme em sua casa na cidade de Silver Lake na Califórnia, onde moravam com os irmãos Coen mencionados, além dos atores Frances McDormand, Kathy Bates e Holly Hunter (Hunter foi a principal inspiração para o personagem Bobby Jo). Devido tanto às distrações de seus convidados da casa e os filmes que estavam envolvidos com, Crimewave e o filme de Josh Becker's; Thou Shalt Not Kill... Except  , o script levou muito tempo para terminar.
Entre as muitas inspirações do filme estão Os Três Patetas e outros filmes de comédia; As brigas de Ash com a mão sem corpo vêm de um filme feito por Spiegel na adolescência, intitulado Ataque da mão amiga, inspirado nos comerciais de televisão que anunciavam o Hamburger Helper. A cena da "sala da gargalhada", onde todos os objetos na sala aparentemente ganham vida e começam a rir gargalhada junto com Ash, surgiu depois que Spiegel brincou usando uma lâmpada de pescoço de ganso para demonstrar um Popeye com riso esquisito. A influência humorística de Spiegel pode ser vista ao longo do filme, talvez mais proeminentemente em certas piadas visuais; por exemplo, quando Ash prende sua mão desonesta sob uma pilha de livros, no topo está A Farewell to Arms.

### Filmagens
Com o script concluído, e uma empresa de produção protegida, a fotografia principal começou. A produção começou em Wadesboro, Carolina do Norte, não muito longe dos escritórios da De Laurentiis em Wilmington. De Laurentiis queria que eles filmassem em seu elaborado estúdio de Wilmington, mas a equipe de produção se sentiu desconfortável por estar tão perto do produtor, então eles se mudaram para Wadesboro, a aproximadamente três horas de distância. Steven Spielberg havia filmado The Color Purple em Wadesboro, e a grande casa branca usada como local externo nesse filme se tornou o escritório de produção de Evil Dead II. A maior parte do filme foi filmada na floresta perto da casa da fazenda, ou JR Faison Junior High School, que é onde o conjunto de cabines internas estava localizado.
A produção não foi tão caótica como no filme antecessor mais ainda assim houve dificuldades, principalmente envolvendo a roupa de Ted Raimi. Ted, irmão mais novo de Sam, havia se envolvido brevemente no primeiro filme, atuando como um falso Shemp, mas em Evil Dead II, ele recebe o papel maior da esposa possuída por demônios do historiador, Henrietta. Raimi foi forçado a usar uma roupa de látex de corpo inteiro, agachado em um pequeno buraco no chão, atuando como um "porão", ou em um dia, ambos. Raimi ficou extremamente superaquecido, a ponto de sua roupa estar literalmente cheia de litros de suor; o artista de efeitos especiais Gregory Nicotero descreve o derramamento do líquido em vários copos Dixiede modo a tirá-lo do traje. O suor também é visível na tela, pingando da orelha do traje, na cena em que Henrietta gira sobre a cabeça de Annie.
A equipe colocou várias piadas no próprio filme, como a luva com garras de Freddy Krueger (o principal antagonista da série de filmes de terror de Wes Craven, A Nightmare on Elm Street ), que paira no porão da cabine e no galpão de ferramentas.

## Lançamento e Recepção

#### Pré-lançamento
Assim como o filme original, Evil Dead II teve dificuldades de censura devido ao seu alto nível de violência.Como DEG foi signatário da Motion Picture Association of America (MPAA), Raimi foi contratualmente obrigado a rodar o filme com a intenção de que ganhar uma classificação R . Ao revisar o filme completo, os executivos da DEG sentiram que o Evil Dead II quase certamente receberia uma classificação X , limitando assim suas perspectivas comerciais. Lawrence Gleason, presidente de marketing e distribuição da empresa, achava que, se fosse cortado para um R, o filme "duraria cerca de 62 minutos" e que tanto a visão de Raimi quanto a satisfação do público seriam sabotadas como resultado.
Por fim, o DEG decidiu não submeter o Evil Dead II à MPAA para revisão ou ser creditado na tela por seu envolvimento. Em vez disso, uma empresa de fachada administrada pelo genro de De Laurentiis, Alex De Benedetti, Rosebud Releasing Corporation, foi criada para lidar com o lançamento do filme nos EUA, permitindo que ele seja exibido sem classificação. Embora o Rosebud tecnicamente não tivesse uma rede de distribuição, o DEG já havia reservado o filme em 340 cinemas em todo o país e criado e pago pela campanha publicitária do filme. O logotipo de Rosebud, uma rosa que floresce na fotografia de lapso de tempo contra um fundo de céu pintado, foi projetado e filmado pelo próprio Raimi.

### Bilheteria
O Evil Dead II estreou em 13 de março de 1987, com um final de semana impressionante de US $ 807.260, devido ao seu lançamento limitado em 310 cinemas na época. No entanto, depois de passar um pouco mais de um mês nos cinemas, o filme arrecadou US $ 5.923.044 no mercado interno e US $ 10,9 milhões no mundo todo

### Recepção da Crítica
No site Rotten Tomatoes , o filme tem um índice de aprovação de 97% com base no 59, com uma classificação média de 7,85 / 10. Consenso do site diz: " Evil Dead 2 ' s aumento de efeitos especiais e faz palhaçada-Gore-lo tão bom - se não melhor - do que o original." E no site similar Metacritic , ele possui uma pontuação de 69 em 100, com base em 12 críticos, indicando "revisões geralmente favoráveis".
Roger Ebert,do Chicago Sun-Times, deu ao filme três estrelas em quatro, descrevendo-o como "uma sátira bastante sofisticada, que faz você querer se levantar e embaralhar". Ele elogiou o senso de surrealismo, timing cômico e "intensidade suja e de baixo orçamento". Ebert afirma que "se você conhece todos os efeitos especiais, e se você já viu muitos outros filmes e tem senso de humor, pode se divertir muito em Evil Dead 2".
A Entertainment Weekly classificou o filme em 19º lugar na lista dos "Top 50 Cult Films". Em 2008, a revista Empire incluiu Evil Dead II em sua lista dos 500 Maiores Filmes de Todos os Tempos , classificada em # 49. Em 2016, James Charisma, da Playboy, classificou o filme como nº 12 em uma lista de 15 sequelas que são muito melhores que os originais.
Indicado ao Saturn Awards Academy 1987 na categoria de melhor filme de terror.[carece de fontes?]

## Mídia doméstica
O filme foi lançado em VHS pela Vestron Video em 1987. Outro lançamento em VHS veio da Anchor Bay Entertainment em 17 de fevereiro de 1998. De maneira semelhante ao primeiro filme do Evil Dead e Army of Darkness , houve vários lançamentos em DVD. do Evil Dead II. O filme foi lançado em DVD por Anchor Bay em 29 de agosto de 2000 na forma de uma edição limitada e foi relançado em Anchor Bay em 27 de setembro de 2005, projetado para se parecer com o Necronomicon. Em 2 de outubro de 2007, o filme foi lançado em Blu-ray.e em 15 de novembro de 2011, foi relançado em Blu-ray e DVD pela Lionsgate Home Entertainment na forma de uma 25ª edição de aniversário. Uma versão em Blu-ray 4K Ultra HD do filme foi lançada em 11 de dezembro de 2018.